# SeatGeek Stadium
O SeatGeek Stadium é um estádio norte-americano, exclusivo para futebol, localizado em Bridgeview, Illinois. É o estádio do Chicago Red Stars, que participa da National Women's Soccer League (NWSL). O estádio foi desenvolvido a um custo de cerca de 100 milhões de dólares. Foi inaugurado em 11 de junho de 2006.
O estádio recebeu o seu primeiro jogo internacional com a partida entre Estados Unidos e Trinidad e Tobago, válida pelas eliminatórias da Copa do Mundo de 2010.